# Mosagaat

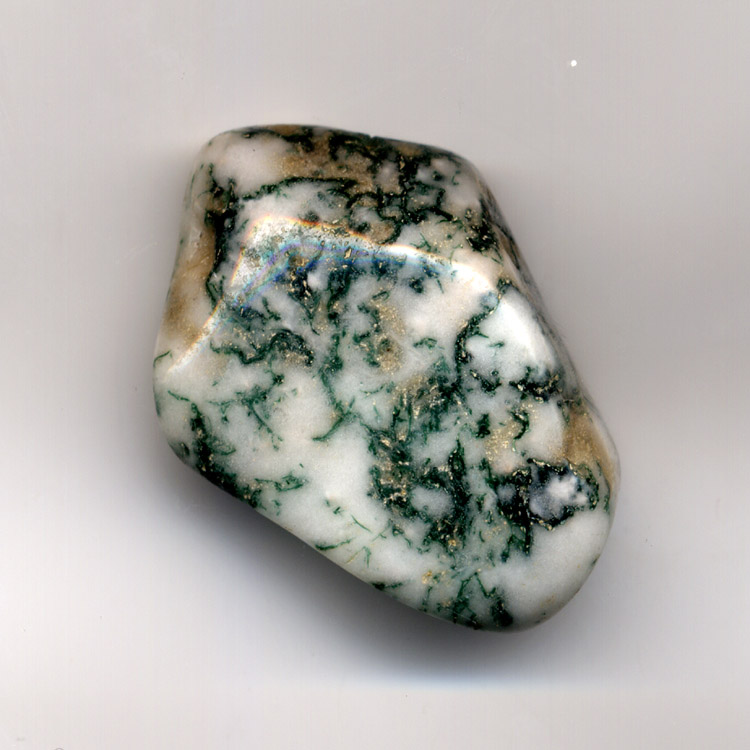
Mosagaat

Mosagaat is een halfedelsteen. De steen dankt zijn naam aan de groenige insluitsels (tekeningen) die op mos lijken. Mosagaat is een variëteit van agaat.
De witte ondergrond van het mosagaat bestaat uit kwarts. De dendritische insluitsels zijn chloriet of ijzer en mangaanmineralen die een grote gelijkenis hebben met mos. Afhankelijk van de valentie van het metaal vertonen de insluitsels andere kleuren.
Mosagaat bevat dus ondanks de naam geen organisch materiaal. De steen wordt gevormd uit verweerd vulkanisch gesteente.
De chemische structuur van mosagaat is identiek aan die van jaspis, vuursteen en hoornkiezel, alle eveneens varianten van kwarts.
De groen/blauw/rood/geel en bruine stenen worden gepolijst/geslepen gebruikt voor sieraden of als talisman.

## Eigenschappen
- Chemische samenstelling: SiO2
- Kristalstelsel: Trigonaal
- Kristalklasse: chalcedoon, oxiden
- Splijting: geen
- Kleur: meestal rood of groen
- Streepkleur: wit
- Glans: glasglans
- Hardheid (Mohs): 6 - 7
- Gemiddelde dichtheid: 2,58 – 2,62
- Transparantie: doorzichtig tot doorschijnend

## Vindplaatsen
De belangrijkste vindplaatsen van mosagaat zijn India, China, VS en incidenteel in Zuid-Afrika en Brazilië
Mosagaat wordt in de Verenigde Staten onder andere gevonden in de afzettingen van de Yellowstone Rivier en zijn zijrivieren, tussen Sidney (Montana) en Billings (Montana). In deze variant, Montana mosagaat genoemd, wordt de rode kleur veroorzaakt door ijzer(III)oxide (roest) en het zwart door mangaan(IV)oxide.

## Esoterie en astrologie
Binnen de esoterie wordt mosagaat als een gelukssteen voor landbouwers en gokkers gezien omdat het de intuïtie zou verbeteren. Ook worden een aantal geneeskrachtige werkingen aan mosagaat toegekend.
Mosagaat hoort volgens de astrologie bij de sterrenbeelden: Steenbok, Stier, Tweelingen en Weegschaal.